# Бирн, Лаура
Лаура Бирн (фин. Laura Eveliina Birn; род. 25 апреля 1981, Хельсинки) — финская актриса.

## Биография
Бирн родилась в Хельсинки, Финляндия. Она наиболее известна своим участием в фильме 2003 года «Helmiä ja sikoja» вместе с Микко Леппилампи и особенно своей ролью в фильме 2005 года «Обещание» . В 
Соединенных Штатах она наиболее известна ролью второго плана в финском фильме «Рождественская история» и американском фильме «Прогулка среди могил».
Она владеет финским, норвежским, английским, португальским и испанским языками.
Выступление в 2012 году в фильме «Очищение» принесло ей номинацию на премию «Спутник» за Лучшую женскую роль.
В 2021 году состоялась премьера американского сериала «Основание» по циклу романов Айзека Азимова, где Бирн исполнила роль робота Эдо Демерзель.

## Актёрские работы
Кино
| Год  | Русское название       | Оригинальное название       | Роль                   | Примечания |
| ---- | ---------------------- | --------------------------- | ---------------------- | ---------- |
| 2005 | Обещание               | Lupaus                      | Мона Мойсио            |            |
| 2007 | Рождественская история | Joulutarina                 | Аада                   |            |
| 2012 | Только ты              | Kaksi tarinaa rakkaudesta   | Анна                   |            |
| 2012 | Голая бухта            | Vuosaari                    | Ийрис                  |            |
| 2012 | Очищение               | Puhdistus                   | Молодая Алийде         |            |
| 2014 | Прогулка среди могил   | A Walk Among the Tombstones | Лейла Андерсон         |            |
| 2015 | Девушка-король         | Tyttökuningas               | графиня Эрика Эйриксен |            |
| 2015 | Арми жива!             | Armi elää!                  | Леена                  |            |
| 2018 | Пустота (Вакуум)       | Tuhjio                      | Пихла Саксдорфф        |            |
| 2024 | Ворон                  | The Crow                    | Мариан                 |            |

Телевидение
| Год        | Русское название | Оригинальное название | Роль          | Примечания   |
| ---------- | ---------------- | --------------------- | ------------- | ------------ |
| 2021— н.в. | Основание        | Foundation            | Эдо Демерзель | Главная роль |